# نهائي كأس رابطة الأندية الإنجليزية المحترفة 1963
نهائي كأس رابطة الأندية الإنجليزية المحترفة 1963 هي المباراة النهائية من منافسة كأس رابطة الأندية الإنجليزية المحترفة 1962–63، أقيمت المباراة في 1963، بين فريقي برمنغهام سيتي، وأستون فيلا، وفاز فيها برمنغهام سيتي، بعد أن هزم أستون فيلا، بنتيجة 3 - 1.

## تفاصيل المباراة
لعبت المباراة النهائية في 1963.
| برمنغهام سيتي | 3 -1 | أستون فيلا |
| ------------- | ---- | ---------- |
|               |      |            |